# Rado Riha
Rado Riha, slovenski filozof, * 8. oktober 1948, Ljubljana. 

## Znanstveno delo
Raziskovalno delo Rada Rihe sega na področje filozofije, predvsem filozofije Immanuela Kanta, sodobne francoske filozofije in francoske epistemologije, psihoanalize Sigmunda Freuda in Jacquesa Lacana, v zadnjem času pa tudi filozofije arhitekture. Objavil je več znanstvenih knjig in razprav o sodobni filozofiji in učinkih njenega srečanja s Freudovo in Lacanovo psihoanalizo. Osrednje področje njegovega znanstvenega raziskovanja je delo Immanuela Kanta. Rihova knjiga Kant in drugi kopernikanski obrat v filozofiji odpira novo branje Kanta na podlagi filozofske misli Alaina Badiouja in Lacanove psihoanalize. Predelana izdaja knjige je izšla v nemščini z naslovom Kant in Lacan'scher Absicht : die kopernikanische Wende und das Reale.
V svojem delu Riha poudarja pomen kreativnih miselnih dejavnosti. Utemeljuje in prikazuje jih kot dejavnosti, ki v zadnji instanci ne služijo ničemur drugemu kot mišljenju samemu. Riha deluje tudi na področju filozofije arhitekture. Objavil je vrsto člankov, v katerih utemeljuje arhitekturo kot eno od kreativnih miselnih dejavnosti.
Riha je dejaven tudi kot prevajalec. Prevaja iz nemščine in francoščine. Prevedel in skupaj s Pavlom Zgago je uredil Marxovo Kritiko politične ekonomije – Očrt. Prevajal je tudi dela Maxa Horkheimerja, Theodorja Adorna, Alaina Badiouja, Gillesa Deleuza, Jacquesa Rancierja, idr. Njegovo temeljno prevajalsko delo sodi na področje filozofije Immanuela Kanta. Poleg Kantove Utemeljitve metafizike nravi je prevedel tudi dve od treh Kantovih Kritik, in sicer Kritiko praktičnega uma in Kritiko razsodne moči. Sodeloval je tudi pri prevodu knjige Immanuel Kant Zgodovinsko–političnih spisi.

## Življenjepis
Rado Riha je svojo filozofsko pot začel na Filozofski fakulteti Univerze v Ljubljani, kjer je diplomiral iz nemščine in filozofije. Doktorski študij je nadaljeval na isti fakulteti pod mentorstvom Božidarja Debenjaka in leta 1990 doktoriral z doktorsko disertacijo Problem razmerja med filozofijo in znanostjo v kritični teoriji družbe, kritiki politične ekonomije in francoski epistemologiji. Študijsko se je nato izpopolnjeval v Franciji (1994-1995) in Nemčiji (1992).
Skupaj s Slavojem Žižkom in Mladenom Dolarjem je Riha v osemdesetih letih sodeloval pri ustanovitvi Društva za teoretsko psihoanalizo. Bil je soustanovitelj in član uredništva prve lacanovsko usmerjene revije v regiji Wo es war, ki je izhajala v nemščini. Je soustanovitelj in član uredništva revije Problemi in revije Filozofski vestnik. Riha je tudi soustanovitelj in član uredništva knjižne zbirke Teoretska praksa arhitekture.
Leta 1980 se je Riha zaposlil na Inštitutu za marksistične študije in leta 1987 postal njegov predstojnik. Na njegovo pobudo se je leta 1988 inštitut preimenoval v Filozofski inštitut. Riha je bil predstojnik Filozofskega inštituta ZRC do svoje upokojitve leta 2021.
V letih 1999-2000 in 2000-2001 je Riha predaval na Collège International de Philosophie. Predaval je tudi na Univerzi v Novi Gorici, na ljubljanski Filozofski fakulteti in Univerzi v Mariboru. Danes je redni profesor na Podiplomski šoli ZRC SAZU in v njenem okviru koordinator modula Transformacije moderne misli – filozofija, psihoanaliza, kultura. Predava tudi v okviru doktorskega študija na Fakulteti za arhitekturo v Ljubljani.
Riha je bil član Zveze komunistov Slovenije do leta 1988, ko je izstopil zaradi protesta proti Ljubljanskemu procesu, znanemu tudi kot Proces proti četverici. Bil je član Odbora za varstvo človekovih pravic.

## Zasebno življenje
Rado Riha se je rodil leta 1948 Mariji in Ladislavu Rihi. Imel je sestro Branko. Zaradi poklica staršev je v mlajših letih živel na Dunaju in v Münchnu. V Münchnu je obiskoval klasično gimnazijo (Wilhelmsgymnasium). Srednjo šolo je zaključil v Ljubljani kot gimnazijec Poljanske gimnazije. Danes Riha živi in dela v Ljubljani. Poročen je s filozofinjo Jelico Šumič Riha.

## Dela

### Raziskovalni program
- Pogoji in problemi sodobne filozofije ( • - do 2025)

### Raziskovalni projekti
- Rekonfiguracije ontologije (temeljni raziskovalni projekt • 1. julij 2014–30. junij 2017)

- Problem aisthesis v filozofiji, psihoanalizi in politiki (temeljni raziskovalni projekt • 1. julij 2011–30. junij 2013)

- Nova definicija javnosti. Koncept javnosti med razsvetljenstvom, nemškim idealizmom in sodobnostjo (temeljni raziskovalni projekt • 1. julij 2011–30. junij 2014)

- SATORI - Stakeholders Acting Together On the ethical impact assessment of Research and Innovation (okvirni program • 1. januar 2014–30. september 2017)

- BIOMOT (mednarodni raziskovalni projekt • 1. september 2011–31. avgust 2015)

### Knjige
- Filozofija v znanosti : prispevki k razrednemu značaju marksistične teorije, (Analecta). Ljubljana: Univerzum, 1982.

- Problemi teorije fetišizma, (Filozofija skozi psihoanalizo, 2), (Analecta). Ljubljana: Univerzum, 1985 (with Slavoj Žižek).

- Pravo in razsodna moč : od avtoritete brez jamstva do pravila brez opore, Ljubljana: Študentska organizacija Univerze, 1993 (with Jelica Šumič Riha), ISBN 86-7347-049-8.

- Reale Geschehnisse der Freiheit : zur Kritik der Urteilskraft in Lacanscher Absicht, (Wo es war, 3). Wien: Turia & Kant, 1993, ISBN 3-85132-039-5.

- Kant in drugi kopernikański obrat v filozofiji. Ljubljana: Založba ZRC, 2012, ISBN 978-961-254-408-9.

- Kant in Lacan'scher Absicht: Die kopernikanische Wende und das Reale. Wien-Berlin, Turia + Kant, 2018, ISBN 978-3-85132-901-8.